# World Cup Carnival
World Cup Carnival är ett fotbollsspel till Amstrad CPC, Commodore 64 och ZX Spectrum, släppt 1986. Det är det första officiella VM-spelet, och baserat på VM 1986. Spelet bygger på Artic Softwares tidigare  World Cup Football, men med officiell licens.
Licensen skaffades i god tid och var noga planerad, men interna problem drabbade projektets utveckling så hårt att en släppning av spelet inte kunde genomföras ens i närheten av ett kommersiellt gångbart datum. När turneringens start började närma sig, beslutade sig US Gold för att skaffa rättigheterna för ett äldre spel, World Cup Football, omprogrammerade det med de licenserade inslagen, och marknadsförde det som en revolutionerande ny titel. Dessa sena insatser möttes dock med cynism från TV-spelsbranschen: spelare, återförsäljare och recensenter och startade en trend med "Sämre än väntat" om spel med fotbollslicens.
10 lag finns tillgängliga i Commodore 64- och Amstrad CPC-versionerna medan alla 24 lag som deltog i turneringen finns tillgängliga i ZX Spectrum-versionen. I alla tre versionerna kan bara åtta av dessa lag väljas om man vill spela turnering. Man kan också träningsspela, och i alla tre versionerna finns straffar. Matcherna varar i tre minuter, och man kan inte ändra laguppställning.
Spelet såldes med en VM-affisch, ett sy-på-märke och en poster.

## Omslag
Fastän det var ett VM-spel som släpptes i England, syntes på omslaget brasiliansk Fluminense FC:s Torcida-publik. 

## Mottagande
Vid spelsläppet gav Zzap!64 C64-versionen ett slutbetyg på 11%. Crash gav ZX Spectrum-versionen 26% och recensenten skrev "Detta är den värsta fotbollssimulering jag någonsin sett". MobyGames gav spelet 2,5/5.